# Lucas Patrick
Lucas Carter Patrick (Brentwood, 30 luglio 1993) è un giocatore di football americano statunitense che milita nel ruolo di offensive guard per i New Orleans Saints della National Football League (NFL).

## Carriera

### Green Bay Packers
Dopo non essere stato scelto nel Draft NFL 2016, Patrick firmò con i Green Bay Packers il 1º giugno. Fu svincolato il 3 settembre e rifirmò con la squadra di allenamento due giorni dopo. Il 24 gennaio 2017 rifirmò con i Packers.
Nel 2017 Patrick riuscì a entrare nel roster finale dei Packers, disputando 12 partite, di cui 2 come titolare.
Patrick rinnovò con i Packers il 13 marzo 2018.
Il 28 dicembre 2019 Patrick rinnovò per due anni con i Packers. Il giorno successivo sostituì l'infortunato Corey Linsley come centro nella vittoria dell'ultimo turno contro i Detroit Lions, anche se aveva giocato principalmente come guardia per la maggior parte della stagione.

### Chicago Bears
Il 16 marzo 2022 Patrick firmò un contratto biennale con i Chicago Bears.

### New Orleans Saints
Il 13 maggio 2024 Patrick firmò un contratto di un anno con i New Orleans Saints.